# Исекешев, Асет Орентаевич
Исеке́шев Асе́т Орента́евич (каз. Әсет Өрентайұлы Исекешев; род. 17 августа 1971, Караганда, Казахская ССР) — казахстанский государственный, общественный деятель - Председатель высшего совета Альянса технологических компаний "Qaztech" с 2024 года. Занимал должности министра индустрии и торговли (2009—2010), министра индустрии и новых технологий (2010—2014), министра по инвестициям и развитию (2014—2016), акима Астаны (2016—2018), руководителя администрации президента (2018—2019), помощника президента Казахстана — секретаря Совета безопасности (с 16 января 2020 года по 25 февраля 2022 года)

## Ранние годы и образование
Родился в городе Караганда Казахской ССР. В 1989 году окончил Специальное профессионально-техническое училище № 5 города Уральска по специальности «слесарь-сборщик».
В городе Алматы поступил на юридический факультет КазГУ имени Аль-Фараби, который окончил в 1994 году по специальности «Правоведение». В 1998 году окончил Высшую школу государственного управления при Президенте РК.

## Биография
В 1989 году — слесарь-сборщик радиоаппаратуры Уральского завода «Омега».
В 1995—1997 годах работал стажёром, помощником, старшим помощником прокурора Медеуского района Алма-Аты.
В 1998—1999 годах работал главным специалистом Агентства по стратегическому планированию и реформам Республики Казахстан.
В 1999—2000 годах работал директором Департамента регистрации и контроля над нормативными правовыми актами центральных и местных органов Министерства юстиции Республики Казахстан.
С 2000 по 2001 год — президент ЗАО «Национальная юридическая служба».
C 2001 по 2002 год — первый заместитель председателя ТОО «АПК „Сункар“», президент ТОО «Национальная консалтинговая группа», вице-президент по корпоративному развитию и правовым вопросам, первый вице-президент ОАО "Корпорация «Ордабасы».
С ноября 2002 — советник министра экономики и бюджетного планирования Республики Казахстан Кайрата Келимбетова.
С июня 2003 года — вице-министр индустрии и торговли Республики Казахстан.
С мая 2006 года — заместитель председателя правления АО «Фонд устойчивого развития „Казына“».
С 2007 по 2008 год — директор по маркетингу финансовых проектов ТОО «Credit Swiss (Казахстан)».
С февраля 2008 года — помощник президента Республики Казахстан.
С мая 2009 года — министр индустрии и торговли Республики Казахстан.
С 12 марта 2010 года — заместитель премьер-министра Республики Казахстан — министр индустрии и новых технологий Республики Казахстан в правительстве Карима Масимова.
С января по сентябрь 2012 года — министр индустрии и новых технологий Республики Казахстан.
С сентября 2012 года — заместитель премьер-министра — министр индустрии и новых технологий Республики Казахстан.
С 6 августа 2014 по 21 июня 2016 года — министр по инвестициям и развитию Республики Казахстан. Одновременно с февраля 2015 года инвестиционный омбудсмен.
С 21 июня 2016 года — аким города Астаны.
С 10 сентября 2018 по 24 марта 2019 года руководитель администрации президента Республики Казахстан взамен ушедшего на пенсию Адильбека Джаксыбекова.
С 25 марта 2019 по 16 января 2020 года — исполнительный директор Фонда Первого Президента.
16 января 2020 года назначен помощником президента Казахстана — секретарём Совета безопасности.
С 2024 года - Председатель высшего совета Альянса технологических компаний "Qaztech"

## Деятельность на посту акима
Асета Исекешева жители Астаны назвали самым народным акимом за обратную связь в социальных сетях, в частности в Facebook. Столичный градоначальник мог ответить жителям в соцсети в два часа ночи. Из-за большого количества просьб к акиму на просторах Казнета даже появилась шутка «тегните Исекешева». Не забывал аким со своей страницы предупреждать жителей и гостей города о грядущих осадках и подбадривать астанчан новостями о хорошей погоде.

## Зарплата
В августе 2016 года всем акиматам были разосланы запросы с просьбой обнародовать оклады первых руководителей. По данным СМИ, заработная плата акима Астаны Асета Исекешева составляла от 716 866 до 967 674 тенге в месяц.

## Награды
- Награждён юбилейной медалью «20-лет независимости Республики Казахстан», орденами «Курмет», Парасат[14].
- Медаль «За укрепление парламентского сотрудничества» (26 ноября 2015 года, Межпарламентская ассамблея СНГ) — за особый вклад в развитие парламентаризма, укрепление демократии, обеспечение прав и свобод граждан в государствах — участниках Содружества Независимых Государств[15].

## Личная жизнь
Супруга: Исекешева Ляззат Ерболовна, сын — Алихан (2004 г.р.), дочь — Камиля (2010 г.р.). Брат: Исекешев Ерлан Орентаевич (род. 1 июля 1968).